# Заклопатица (острво)
Заклопатица је мало ненасељено острвце у хрватском делу Јадранског мора.
Заклопатица се налази пред уласком у залив Заклопатица око 0,5 км северно од насеља Заклопатица на острву Ластову. Површина острвца износи 0,018 км². Дужина обалске линије је 0,63 км.. 